# Amobarbital
El amobarbital (antes conocido como amilobarbitona o amital sódico como sal sódica soluble) es un fármaco derivado de los barbitúricos. Tiene propiedades hipnótico-sedantes. Es un polvo cristalino blanco sin olor y con un sabor ligeramente amargo. Se sintetizó por primera vez en Alemania en 1923. Se considera un barbitúrico de acción corta a intermedia. Si el amobarbital se toma durante periodos prolongados, puede desarrollar dependencia fisiológica y psicológica. La abstinencia de amobarbital imita el delirium tremens y puede poner en peligro la vida. Eli Lilly and Company fabricaba el amobarbital en Estados Unidos bajo la marca Amytal en cápsulas azules con forma de bala (conocidas como Pulvules) o comprimidos rosas (conocidos como Diskets) que contenían 50, 100 o 200 miligramos del fármaco. El fármaco también se fabricaba genéricamente. El uso indebido del amobarbital estaba muy extendido y en la calle se le conocía como "cielo azul". Tanto Amytal como Tuinal, un fármaco combinado que contenía cantidades iguales de secobarbital y amobarbital, fueron fabricados por Eli Lilly hasta finales de la década de 1990. Sin embargo, a medida que aumentaba la popularidad de las benzodiacepinas, las prescripciones de estos medicamentos se hicieron cada vez más raras a partir de mediados o finales de los años ochenta.

## Farmacología
En un estudio in vitro en cortes talámicos de ratas, el amobarbital actuó activando los receptores GABA A, lo que disminuyó la resistencia de entrada, deprimió el estallido y el disparo tónico, especialmente en las neuronas ventrobasales e intralaminares, mientras que al mismo tiempo aumentó la duración del estallido y la conductancia media en cloruro individual. canales ; esto aumentó tanto la amplitud como el tiempo de caída de las corrientes postsinápticas inhibidoras.
El amobarbital se ha utilizado en un estudio para inhibir el transporte mitocondrial de electrones en el corazón de rata en un intento de preservar la función mitocondrial tras la reperfusión.
Un estudio de 1988 encontró que el amobarbital aumenta la unión al receptor de benzodiazepinas in vivo con menos potencia que el secobarbital y el pentobarbital (en orden descendente), pero mayor que el fenobarbital y el barbital (en orden descendente). (Secobarbital > pentobarbital > amobarbital > fenobarbital > barbital)
Tiene una LD50 en ratones de 212 mg/kg sc

## Metabolismo
El amobarbital sufre tanto hidroxilación para formar 3'-hidroxiamobarbital, como N-glucosidación  para formar 1-(beta-D-glucopiranosil)-amobarbital.

## Indicaciones

### Aprobado
- Ansiedad
- Epilepsia
- Insomnio
- prueba de AMA

### No aprobado/fuera de indicación
Cuando se administra lentamente por vía intravenosa, el amobarbital sódico tiene fama de actuar como el llamado suero de la verdad. Bajo sus efectos, una persona divulgará información que en circunstancias normales bloquearía. Lo más probable es que esto se deba a la pérdida de inhibición. Como tal, el fármaco fue empleado clínicamente por primera vez por William Bleckwenn en la Universidad de Wisconsin para eludir las inhibiciones en pacientes psiquiátricos. El uso del amobarbital como suero de la verdad ha perdido credibilidad debido al descubrimiento de que se puede coaccionar a un sujeto para que tenga un "falso recuerdo" del suceso.
El medicamento puede usarse por vía intravenosa para entrevistar a pacientes con mutismo catatónico, a veces combinado con cafeína para impedir el sueño.
Fue utilizado por las Fuerzas Armadas de los Estados Unidos durante la Segunda Guerra Mundial en un intento de tratar el neurosis de guerra y devolver a los soldados a la primera línea. Este uso se ha interrumpido desde entonces, ya que la potente sedación, el deterioro cognitivo y la descoordinación inducidos por el fármaco reducían enormemente la utilidad de los soldados en el campo de batalla. El amobarbital se dejó de fabricar a principios de los años 80 y se sustituyó en gran medida por la familia de las benzodiacepinas. El amobarbital también fue muy consumido, conocido en las calles como "cielos azules" por su cápsula azul.

## Contraindicaciones

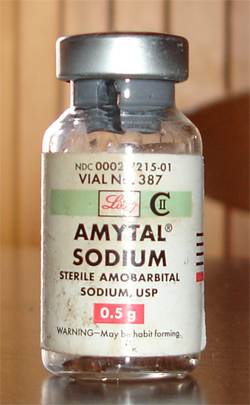
Un vial de Amytal sódico.

Se deben evitar los siguientes medicamentos al tomar amobarbital:
- Antiarrítmicos, como verapamilo y digoxina.
- Antiepilépticos, como fenobarbital o carbamazepina.
- Antihistamínicos, como doxilamina y clemastina.
- Antihipertensivos, como atenolol y propranolol
- Etanol
- Benzodiazepinas, como diazepam, clonazepam, nitrazepam, alprazolam o lorazepam
- Cloranfenicol
- Clorpromazina
- Ciclofosfamida
- Ciclosporina
- Digitoxina
- Doxorrubicina
- Doxiciclina
- Metoxiflurano
- Metronidazol
- Analgésicos narcóticos, como morfina y oxicodona.
- Quinina
- Esteroides, como prednisona y cortisona.
- Teofilina
- Warfarina

## Interacciones
Se sabe que el amobarbital disminuye los efectos de los anticonceptivos hormonales.

## Sobredosis
Algunos efectos secundarios de la sobredosis incluyen confusión (grave); disminución o pérdida de reflejos; somnolencia (grave); fiebre; irritabilidad (continua); baja temperatura corporal; falta de juicio; falta de aliento o respiración lenta o agitada; ritmo cardíaco lento; dificultad para hablar; tambaleo; problemas para dormir; movimientos inusuales de los ojos; debilidad (grave). La sobredosis grave puede causar la muerte si no se interviene.

## Sociedad y cultura
Se ha utilizado para condenar a presuntos asesinos, como Andrés English-Howard, que estranguló a su novia hasta la muerte pero alegó inocencia. Su abogado le administró la droga subrepticiamente y, bajo sus efectos, reveló por qué la estranguló y en qué circunstancias.
La noche del 28 de agosto de 1951, el ama de llaves del actor Robert Walker lo encontró en un estado de arrebato emocional. Llamó al psiquiatra de Walker, que llegó y le administró amobarbital para sedarle. Al parecer, Walker había bebido antes de su arrebato emocional y se cree que la combinación de amobarbital y alcohol provocó una reacción grave. Como resultado, se desmayó y dejó de respirar, y todos los esfuerzos por reanimarlo fracasaron. Walker murió a los 32 años.
El actor y comediante británico Tony Hancock se suicidó en Australia en 1968 utilizando esta droga en combinación con alcohol.
Eli Lilly fabricaba amobarbital bajo la marca Amytal, que dejó de fabricarse en los años 80, sustituida en gran medida por la familia de las benzodiacepinas. El uso indebido de Amytal también estaba muy extendido. Los nombres callejeros del amobarbital incluyen "azules", "ángeles azules", "pájaros azules", "diablos azules" y "cielos azules" debido a su cápsula azul.